# استان آیاباکا
استان آیاباکا (به اسپانیایی: Provincia de Ayabaca) یک استان در پرو است که در منطقه پیورا واقع شده‌است. استان آیاباکا ۵٬۲۳۰٫۶۸ کیلومتر مربع مساحت و ۳۸٬۲۴۵ نفر جمعیت دارد و ۲٬۷۰۹ متر بالاتر از سطح دریا واقع شده‌است.